# ایزمایلی گونسالوس دوس سانتوس
ایزمایلی گونسالوس دوس سانتوس (پرتغالی: Ismaily Gonçalves dos Santos؛ زادهٔ ۱۱ ژانویهٔ ۱۹۹۰) که به صورت ساده با نام ایزمایلی شناخته می‌شود، بازیکن فوتبال اهل برزیل است که در پست دفاع چپ برای باشگاه فوتبال شاختار دونتسک بازی می‌کند.